# Repunit (fattori)
Questa tabella contiene la fattorizzazione intera dei numeri repunit da R1 a R50.
| Repunit | Fattori primi                                                                                       | Numero di fattori |
| ------- | --------------------------------------------------------------------------------------------------- | ----------------- |
| R1      | 1                                                                                                   | 1                 |
| R2      | Primo                                                                                               | 1                 |
| R3      | 3 · 37                                                                                              | 2                 |
| R4      | 11 · 101                                                                                            | 2                 |
| R5      | 41 · 271                                                                                            | 2                 |
| R6      | 3 · 7 · 11 · 13 · 37                                                                                | 5                 |
| R7      | 239 · 4.649                                                                                         | 2                 |
| R8      | 11 · 73 · 101 · 137                                                                                 | 4                 |
| R9      | 32 · 37 · 333.667                                                                                   | 4                 |
| R10     | 11 · 41 · 271 · 9.091                                                                               | 4                 |
| R11     | 21.649 · 513.239                                                                                    | 2                 |
| R12     | 3 · 7 · 11 · 13 · 37 · 101 · 9.901                                                                  | 7                 |
| R13     | 53 · 79 · 265.371.653                                                                               | 3                 |
| R14     | 11 · 239 · 4.649 · 909.091                                                                          | 4                 |
| R15     | 3 · 31 · 37 · 41 · 271 · 2.906.161                                                                  | 6                 |
| R16     | 11 · 17 · 73 · 101 · 137 · 5.882.353                                                                | 6                 |
| R17     | 2.071.723 · 5.363.222.357                                                                           | 2                 |
| R18     | 32 · 7 · 11 · 13 · 19 · 37 · 52.579 · 333.667                                                       | 9                 |
| R19     | Primo                                                                                               | 1                 |
| R20     | 11 · 41 · 101 · 271 · 3.541 · 9.091 · 27.961                                                        | 7                 |
| R21     | 3 · 37 · 43 · 239 · 1.933 · 4.649 · 10.838.689                                                      | 7                 |
| R22     | 112 · 23 · 4.093 · 8.779 · 21.649 · 513.239                                                         | 7                 |
| R23     | Primo                                                                                               | 1                 |
| R24     | 3 · 7 · 11 · 13 · 37 · 73 · 101 · 137 · 9.901 · 99.990.001                                          | 10                |
| R25     | 41 · 271 · 21.401 · 25.601 · 182.521.213.001                                                        | 5                 |
| R26     | 11 · 53 · 79 · 859 · 265.371.653 · 1.058.313.049                                                    | 6                 |
| R27     | 3 · 37 · 757 · 333.667 · 440.334.654.777.631                                                        | 7                 |
| R28     | 11 · 29 · 101 · 239 · 281 · 4.649 · 909.091 · 121.499.449                                           | 8                 |
| R29     | 3.191 · 16.763 · 43.037 · 62.003 · 77.843.839.397                                                   | 5                 |
| R30     | 3 · 7 · 11 · 13 · 31 · 37 · 41 · 211 · 241 · 271 · 2.161 · 9.091 · 2.906.161                        | 13                |
| R31     | 2.791 · 6.943.319 · 57.336.415.063.790.604.359                                                      | 3                 |
| R32     | 11 · 17 · 73 · 101 · 137 · 353 · 449 · 641 · 1.409 · 69.857 · 5.882.353                             | 11                |
| R33     | 3 · 37 · 67 · 21.649 · 513.239 · 1.344.628.210.313.298.373                                          | 6                 |
| R34     | 11 · 103 · 4.013 · 2.071.723 · 5.363.222.357 · 21.993.833.369                                       | 6                 |
| R35     | 41 · 71 · 239 · 271 · 4.649 · 123.551 · 102.598.800.232.111.471                                     | 7                 |
| R36     | 32 · 7 · 11 · 13 · 19 · 37 · 101 · 9.901 · 52.579 · 333.667 · 999.999.000.001                       | 12                |
| R37     | 2.028.119 · 247.629.013 · 2.212.394.296.770.203.368.013                                             | 3                 |
| R38     | 11 · 909.090.909.090.909.091 · R19                                                                  | 3                 |
| R39     | 3 · 37 · 53 · 79 · 265.371.653 · 900.900.900.900.990.990.990.991                                    | 6                 |
| R40     | 11 · 41 · 73 · 101 · 137 · 271 · 3.541 · 9.091 · 27.961 · 1.676.321 · 5.964.848.081                 | 11                |
| R41     | 83 · 1.231 · 538.987 · 201.763.709.900.322.803.748.657.942.361                                      | 4                 |
| R42     | 3 · 72 · 11 · 13 · 37 · 43 · 127 · 239 · 1.933 · 2.689 · 4.649 · 459.691 · 909.091 · 10.838.689     | 15                |
| R43     | 173 · 1.527.791 · 1.963.506.722.254.397 · 2.140.992.015.395.526.641                                 | 4                 |
| R44     | 112 · 23 · 89 · 101 · 4.093 · 8.779 · 21.649 · 513.239 · 1.052.788.969 · 1.056.689.261              | 11                |
| R45     | 32 · 31 · 37 · 41 · 271 · 238.681 · 333.667 · 2.906.161 · 4.185.502.830.133.110.721                 | 10                |
| R46     | 11 · 47 · 139 · 2.531 · 549.797.184.491.917 · R23                                                   | 6                 |
| R47     | 35.121.409 · 316.362.908.763.458.525.001.406.154.038.726.382.279                                    | 2                 |
| R48     | 3 · 7 · 11 · 13 · 17 · 37 · 73 · 101 · 137 · 9.901 · 5.882.353 · 99.990.001 · 9.999.999.900.000.001 | 13                |
| R49     | 239 · 4.649 · 505.885.997 · 1.976.730.144.598.190.963.568.023.014.679.333                           | 4                 |
| R50     | 11 · 41 · 251 · 271 · 5.051 · 9.091 · 21.401 · 25.601 · 182.521.213.001 · 78.875.943.472.201        | 10                |